# Curación de los diez leprosos

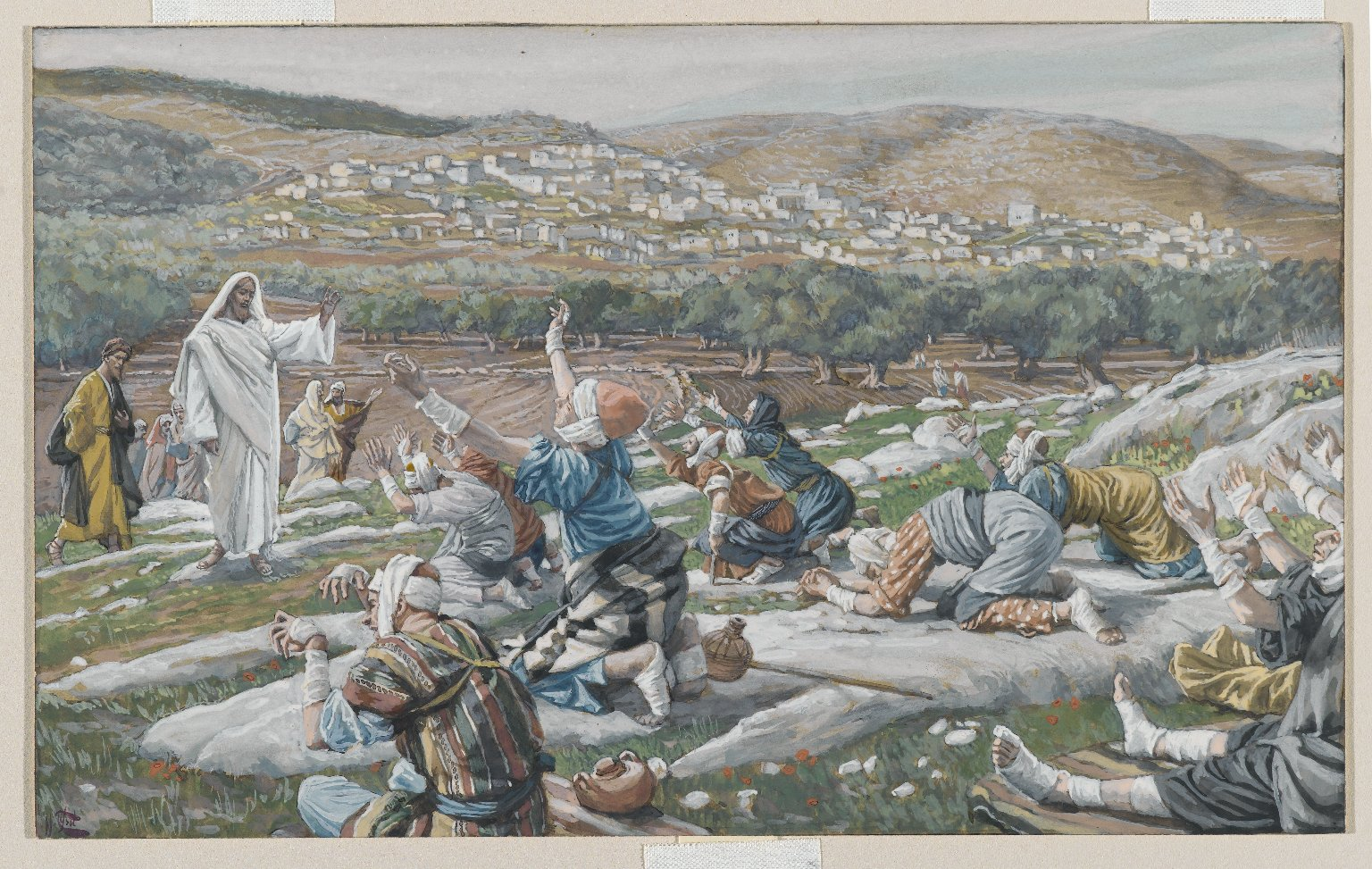
James Tissot - La curación de diez leprosos - Museo de Brooklyn

La curación de los diez leprosos es uno de los milagros de Jesús. Se encuentra relatado en el evangelio de  Lucas (Lc. 17:11-19).

## Texto bíblico
Al ir de camino a Jerusalén, atravesaba los confines de Samaría y Galilea; y, cuando iba a entrar en un pueblo, le salieron al paso diez leprosos, que se detuvieron a distancia y le dijeron gritando: —¡Jesús, Maestro, ten piedad de nosotros! Al verlos, les dijo: —Id y presentaos a los sacerdotes. Y mientras iban quedaron limpios. Uno de ellos, al verse curado, se volvió glorificando a Dios a gritos, y fue a postrarse a sus pies dándole gracias. Y éste era samaritano. Ante lo cual dijo Jesús: —¿No son diez los que han quedado limpios? Los otros nueve, ¿dónde están?. ¿No ha habido quien volviera a dar gloria a Dios más que este extranjero? Y le dijo: —Levántate y vete; tu fe te ha salvado.

## Interpretación de la Iglesia católica
El lugar donde se lleva a cabo este milagro explica el que unos judíos convivieran con un samaritano. Entre unos y otros había una gran antipatía pero, en este caso, el dolor unía a los diez leprosos superando las diferencias de raza y religión. La  ley de Moisés mandaba que los leprosostenían que vivir alejados de la gente para evitar los contagios así como hacerse visibles para evitarlos.Lev 13:45-46 Es por esto por lo  que los leprosos no se acercaron a Jesús e hicieron sus peticiones a gritos. Jesús, antes de curarlos, los manda que vayan a los sacerdotes para que estos certifiquen la curación y cumplan con los ritos previstos.Lev 14:2-ss Sin dudarlo y manteniendo la fe en las palabras de Jesús, se pusieron en marcha y, precisamente por su fe, quedaron curados por el camino.

## Otras interpretaciones
Según Berard Marthaler y Herbert Lockyer, este milagro subraya la importancia de la fe, pues Jesús no dijo: Mi poder te ha salvado, sino que atribuyó la curación a la fe de los beneficiarios.